# Pink Sport Time 2018-2019
Questa voce raccoglie le informazioni riguardanti l'Associazione Sportiva Dilettantistica Pink Sport Time nelle competizioni ufficiali della stagione 2018-2019.

## Stagione
La stagione 2018-2019 del Pink Bari è partita con la conferma di Roberto D'Ermilio come allenatore della squadra. Nella stagione 2017-2018 la squadra si è salvata posizionandosi al decimo posto e ha vinto gli spareggi per non retrocedere dalla Serie A contro il San Zaccaria e successivamente contro la Roma CF.

## Organigramma societario
- Allenatore: Roberto D'Ermilio
- Allenatore in seconda: Liso Donato
- Preparatore portieri: Giosafatte Strambelli
- Preparatore atletico: Giovanni De Gennaro

## Rosa
Rosa aggiornata al 31 dicembre 2018.
| N. |                        | Ruolo | Calciatrice           |
| -- | ---------------------- | ----- | --------------------- |
| 1  | Italia (bandiera)      | P     | Roberta Aprile        |
| 2  | Giamaica (bandiera)    | D     | Toriana Patterson     |
| 3  | Italia (bandiera)      | D     | Ilaria Capitanelli    |
| 4  | Italia (bandiera)      | D     | Martina Di Bari       |
| 5  | Italia (bandiera)      | D     | Antonella Marrone     |
| 6  | Italia (bandiera)      | C     | Noemi Montemurro      |
| 7  | Italia (bandiera)      | C     | Silvia Vivirito       |
| 8  | Italia (bandiera)      | C     | Jenny Piro            |
| 9  | Italia (bandiera)      | A     | Francesca Pittaccio   |
| 10 | Italia (bandiera)      | A     | Lucia Strisciuglio    |
| 11 | Italia (bandiera)      | A     | Angelica Parascandolo |
| 12 | Italia (bandiera)      | P     | Gaia Dell'Ernia       |
| 14 | Paesi Bassi (bandiera) | A     | Corina Luijks         |

| N. |                     | Ruolo | Calciatrice               |
| -- | ------------------- | ----- | ------------------------- |
| 16 | Italia (bandiera)   | C     | Veronica Cangiano         |
| 17 | Bulgaria (bandiera) | C     | Simona Petkova            |
| 19 | Italia (bandiera)   | D     | Francesca Quazzico        |
| 20 | Canada (bandiera)   | C     | Sonia Maria O'Neill       |
| 21 | Italia (bandiera)   | D     | Lucia Ceci                |
| 22 | Italia (bandiera)   | A     | Chiara Pasqualini         |
| 23 | Italia (bandiera)   | D     | Francesca Soro (capitano) |
| 25 | Italia (bandiera)   | P     | Maria Grazia Balbi        |
| 27 | Italia (bandiera)   | D     | Erika Santoro             |
| 29 | Spagna (bandiera)   | A     | Paloma Lázaro             |
| 31 | Italia (bandiera)   | P     | Rebecca Di Fronzo         |
| 33 | Italia (bandiera)   | D     | Debora Novellino          |
|    | Italia (bandiera)   | A     | Isabel Sgaramella         |

## Calciomercato

### Sessione estiva
| Acquisti | Acquisti            | Acquisti     | Acquisti   |
| R.       | Nome                | da           | Modalità   |
| -------- | ------------------- | ------------ | ---------- |
| P        | Maria Grazia Balbi  | Chieti       | definitivo |
| D        | Toriana Patterson   |              | definitivo |
| C        | Sonia Maria O'Neill | Roma CF      | definitivo |
| C        | Simona Petkova      | Watford      | definitivo |
| A        | Chiara Pasqualini   | Unterland    | definitivo |
| A        | Francesca Pittaccio | San Zaccaria | definitivo |
| A        | Isabel Sgaramella   | Apulia Trani | definitivo |

| Cessioni | Cessioni             | Cessioni            | Cessioni   |
| R.       | Nome                 | a                   | Modalità   |
| -------- | -------------------- | ------------------- | ---------- |
| P        | Alessia Piazza       | Tavagnacco          | definitivo |
| P        | Francesca Pia Sforza |                     | svincolata |
| D        | Alessia Maffei       |                     | svincolata |
| C        | Chiara Groff         | Fortitudo Mozzecane | definitivo |
| C        | Annamaria Serturini  | Roma                | definitivo |
| A        | Giuseppa Bassano     | Ludos Palermo       | svincolata |
| A        | Noemi Manno          | Verona              | svincolata |
| A        | Romina Pinna         | Fortitudo Mozzecane | definitivo |
| ?        | Gaia Alfonso         |                     | svincolata |
| ?        | Elga Celi            |                     | svincolata |
| ?        | Elena Forte          |                     | svincolata |
| ?        | Maria Mele           |                     | svincolata |
| ?        | Alessia Posa         |                     | svincolata |

### Sessione invernale
| Acquisti | Acquisti      | Acquisti              | Acquisti   |
| R.       | Nome          | da                    | Modalità   |
| -------- | ------------- | --------------------- | ---------- |
| A        | Paloma Lázaro | Granadilla Tenerife   | definitivo |
| A        | Corina Luijks | Excelsior/Barendrecht | definitivo |

| Cessioni | Cessioni          | Cessioni   | Cessioni |
| R.       | Nome              | a          | Modalità |
| -------- | ----------------- | ---------- | -------- |
| A        | Chiara Pasqualini | Tavagnacco | [ 12 ]   |

## Risultati

### Serie A

#### Girone di andata
| Arbitro: | Davide Di Marco (Ciampino) |

|  |           |                                                             |
|  | Marcatori | 15’ Sabatino 28’, 40’, 61’, 83’ Giacinti 80’ (aut.) Santoro |

| Arbitro: | Tommaso Zamagni (Cesena) |

|                                |           |              |
| Tarenzi 53’ De. Mascanzoni 90’ | Marcatori | 21’ Quazzico |

| Arbitro: | Luca Zucchetti (Foligno) |

|                                                                          |           |  |
| Mauro 40’, 63’ Adami 51’, 89’ Bonetti 53’, 85’ Guagni 72’ Kongoulī 90+5’ | Marcatori |  |

| Arbitro: | Nicola Di Giovanni (Caserta) |

|  |           |                                                           |
|  | Marcatori | 6’ (rig.) Iannella 33’ Pettenuzzo 61’ Tudisco 75’ Ferrato |

| Arbitro: | Stefano Nicolini (Brescia) |

|                           |           |                 |
| Errico 9’ Camporese 90+5’ | Marcatori | 68’ (rig.) Piro |

| Arbitro: | Franck Loic Nana Tchato (Aprilia) |

|                         |           |           |
| Ceci 37’ Pasqualini 81’ | Marcatori | 50’ Dupuy |

| Arbitro: | Simone Picchi (Lucca) |

|                                                               |           |  |
| Galli 13’ (rig.) Bonansea 15’ Caruso 26’ Girelli 37’ Gama 47’ | Marcatori |  |

| Arbitro: | Claudio Campobasso (Formia) |

|  |           |                            |
|  | Marcatori | 42’, 50’ Salvatori Rinaldi |

| Arbitro: | Simone Piazzini (Prato) |

|              |           |                 |
| C. Merli 48’ | Marcatori | 90+1’ Pittaccio |

| Arbitro: | Andrea Bianchini (Perugia) |

|  |           |                      |
|  | Marcatori | 28’ (rig.) Serturini |

| Arbitro: | Filippo Giaccaglia (Jesi) |

|                |           |  |
| Martinovic 90’ | Marcatori |  |

#### Girone di ritorno
| Arbitro: | Niccolò Turrini (Firenze) |

|                                                                     |           |  |
| Sabatino 8’, 44’, 49’ Alborghetti 12’ Giacinti 33’, 54’, 84’, 90+1’ | Marcatori |  |

| Bitetto 12 gennaio 2019, ore 14:30 CET 13ª giornata                       | Pink Sport Time | 3 – 1 referto | ChievoVerona Valpo | Stadio Antonio Antonucci |
| \| \| \| \| \| Luijks 9’ Lázaro 13’, 90+1’ \| Marcatori \| 10’ Tarenzi \| |                 |               |                    |                          |
|                                                                           |                 |               |                    |                          |
| Luijks 9’ Lázaro 13’, 90+1’                                               | Marcatori       | 10’ Tarenzi   |                    |                          |

| Arbitro: | Stefano Campagnolo (Bassano del Grappa) |

|  |           |                           |
|  | Marcatori | 32’ Zazzera 80’ Vigilucci |

| Arbitro: | Dario Duzel (Castelfranco Veneto) |

|                                          |           |  |
| Ferrato 12’ Cambiaghi 69’ Oliviero 90+3’ | Marcatori |  |

| Bitetto 9 febbraio 2019, ore 14:30 CET 16ª giornata | Pink Sport Time          | 0 – 0 referto | Tavagnacco | Stadio Antonio Antonucci\| Arbitro: \| Ivan Catallo (Frosinone) \| |
| Arbitro:                                            | Ivan Catallo (Frosinone) |               |            |                                                                    |

| Arbitro: | Alberto Ruben Arena (Torre del Greco) |

|              |           |                        |
| Ondrušová 4’ | Marcatori | 21’ Santoro 49’ Luijks |

| Arbitro: | Andrea Ancora (Roma) |

|            |           |                                     |
| Lázaro 38’ | Marcatori | 42’ Bonansea 46’ Aluko 54’ Pedersen |

| Arbitro: | Franck Loic Nana Tchato (Aprilia) |

|                                       |           |  |
| Salvatori Rinaldi 29’, 80’ Nocchi 37’ | Marcatori |  |

| Arbitro: | Giuseppe Vingo (Pisa) |

|                                               |           |          |
| Di Bari 19’ Luijks 56’ Santoro 69’ Lázaro 84’ | Marcatori | 88’ Foti |

| Arbitro: | Gianluca Grasso (Ariano Irpino) |

|                      |           |            |
| Serturini 67’ (rig.) | Marcatori | 20’ Lázaro |

| Arbitro: | Julio Milan Silvera (Valdarno) |

|                     |           |                                          |
| Lázaro 14’ Piro 58’ | Marcatori | 5’, 90+3’ (rig.) Kelly 33’ Pellegrinelli |

### Coppa Italia

#### Ottavi di finale
| Arbitro: | Di Marco (Ciampino) |

|                            |           |                                       |
| Quazzico 42’ Patterson 44’ | Marcatori | 5’ Mascarello 40’ Blasoni 55’ Zuliani |

## Statistiche

### Statistiche di squadra
| Competizione | Punti | In casa | In casa | In casa | In casa | In casa | In casa | In trasferta | In trasferta | In trasferta | In trasferta | In trasferta | In trasferta | Totale | Totale | Totale | Totale | Totale | Totale | DR  |
| Competizione | Punti | G       | V       | N       | P       | Gf      | Gs      | G            | V            | N            | P            | Gf           | Gs           | G      | V      | N      | P      | Gf     | Gs     | DR  |
| ------------ | ----- | ------- | ------- | ------- | ------- | ------- | ------- | ------------ | ------------ | ------------ | ------------ | ------------ | ------------ | ------ | ------ | ------ | ------ | ------ | ------ | --- |
| Serie A      | 15    | 11      | 3       | 1       | 7       | 12      | 24      | 11           | 1            | 2            | 8            | 6            | 35           | 22     | 4      | 3      | 15     | 18     | 59     | -41 |
| Coppa Italia | -     | 1       | 0       | 0       | 1       | 2       | 3       | 0            | 0            | 0            | 0            | 0            | 0            | 1      | 0      | 0      | 1      | 2      | 3      | -1  |
| Totale       | -     | 12      | 3       | 1       | 8       | 14      | 27      | 11           | 1            | 2            | 8            | 6            | 35           | 23     | 4      | 3      | 16     | 20     | 62     | -42 |

### Andamento in campionato
| Giornata  | 1 | 2  | 3  | 4 | 5  | 6  | 7  | 8  | 9  | 10 | 11 | 12 | 13 | 14 | 15 | 16 | 17 | 18 | 19 | 20 | 21 | 22 |
| --------- | - | -- | -- | - | -- | -- | -- | -- | -- | -- | -- | -- | -- | -- | -- | -- | -- | -- | -- | -- | -- | -- |
| Luogo     | C | T  | T  | C | T  | C  | T  | C  | T  | C  | T  | T  | C  | C  | T  | C  | T  | C  | T  | C  | T  | C  |
| Risultato | P | P  | P  | P | P  | V  | P  | P  | N  | P  | P  | P  | V  | P  | P  | N  | V  | P  | P  | V  | N  | P  |
| Posizione | 9 | 11 | 11 | 9 | 12 | 11 | 12 | 12 | 12 | 11 | 11 | 12 | 10 | 11 | 11 | 11 | 11 | 11 | 11 | 11 | 11 | 11 |

Legenda:

Luogo: C = Casa; T = Trasferta. Risultato: V = Vittoria; N = Pareggio; P = Sconfitta.

### Statistiche delle giocatrici
| Giocatore       | Serie A  | Serie A | Serie A     | Serie A    | Coppa Italia | Coppa Italia | Coppa Italia | Coppa Italia | Totale   | Totale | Totale      | Totale     |
| Giocatore       | Presenze | Reti    | Ammonizioni | Espulsioni | Presenze     | Reti         | Ammonizioni  | Espulsioni   | Presenze | Reti   | Ammonizioni | Espulsioni |
| --------------- | -------- | ------- | ----------- | ---------- | ------------ | ------------ | ------------ | ------------ | -------- | ------ | ----------- | ---------- |
| R. Aprile       | 20       | -54     | 1           | 0          | 0            | 0            | 0            | 0            | 20       | -54    | 1           | 0          |
| M.G. Balbi      | 2        | -5      | 0           | 0          | 1            | -3           | 0            | 0            | 3        | -8     | 0           | 0          |
| V. Cangiano     | 6        | 0       | 0           | 0          | 1            | 0            | 0            | 0            | 7        | 0      | 0           | 0          |
| I. Capitanelli  | 0        | 0       | 0           | 0          | -            | -            | -            | -            | 0        | 0      | 0           | 0          |
| L. Ceci         | 12       | 1       | 1           | 0          | 1            | 0            | 0            | 0            | 13       | 1      | 1           | 0          |
| G. Dell'Ernia   | 0        | 0       | 0           | 0          | -            | -            | -            | -            | 0        | 0      | 0           | 0          |
| M. Di Bari      | 12       | 1       | 3           | 1          | 0            | 0            | 0            | 0            | 12       | 1      | 3           | 1          |
| R. Di Fronzo    | 0        | 0       | 0           | 0          | -            | -            | -            | -            | 0        | 0      | 0           | 0          |
| P. Lázaro       | 11       | 6       | 1           | 0          | -            | -            | -            | -            | 11       | 6      | 1           | 0          |
| C. Luijks       | 10       | 3       | 0           | 0          | -            | -            | -            | -            | 10       | 3      | 0           | 0          |
| A. Marrone      | 17       | 0       | 0           | 0          | 1            | 0            | 0            | 0            | 18       | 0      | 0           | 0          |
| N. Montemurro   | 0        | 0       | 0           | 0          | -            | -            | -            | -            | 0        | 0      | 0           | 0          |
| D. Novellino    | 18       | 0       | 6           | 0          | 0            | 0            | 0            | 0            | 18       | 0      | 6           | 0          |
| S. O'Neill      | 21       | 0       | 1           | 0          | 1            | 0            | 0            | 0            | 22       | 0      | 1           | 0          |
| A. Parascandolo | 8        | 0       | 0           | 0          | 1            | 0            | 0            | 0            | 9        | 0      | 0           | 0          |
| C. Pasqualini   | 7        | 1       | 0           | 0          | 1            | 0            | 0            | 0            | 8        | 1      | 0           | 0          |
| T. Patterson    | 12       | 0       | 2           | 0          | 1            | 1            | 0            | 0            | 13       | 1      | 2           | 0          |
| S. Petkova      | 15       | 0       | 1           | 0          | 1            | 0            | 0            | 0            | 16       | 0      | 1           | 0          |
| J. Piro         | 21       | 2       | 6           | 1          | 1            | 0            | 0            | 0            | 22       | 2      | 6           | 1          |
| F. Pittaccio    | 19       | 1       | 0           | 0          | -            | -            | -            | -            | 19       | 1      | 0           | 0          |
| F. Quazzico     | 16       | 1       | 4           | 0          | 1            | 1            | 0            | 0            | 17       | 2      | 4           | 0          |
| E. Santoro      | 22       | 2       | 3           | 0          | 1            | 0            | 0            | 0            | 23       | 2      | 3           | 0          |
| I. Sgaramella   | 0        | 0       | 0           | 0          | -            | -            | -            | -            | 0        | 0      | 0           | 0          |
| F. Soro         | 21       | 0       | 4           | 0          | 1            | 0            | 0            | 0            | 22       | 0      | 4           | 0          |
| L. Strisciuglio | 17       | 0       | 1           | 0          | 1            | 0            | 0            | 0            | 18       | 0      | 1           | 0          |
| S. Vivirito     | 16       | 0       | 5           | 0          | 0            | 0            | 0            | 0            | 16       | 0      | 5           | 0          |